# 原孝之
原 孝之（はら たかゆき、1925年 - 2010年）は、日本の男性俳優、声優。

## 経歴
早稲田大学在学中から三宅藤九郎家の内弟子を務める。戦後、根本嘉也、菊池明、林京平らとともにシェイクスピアを専門に行う劇団「近代座」を結成した。1958年10月に大隈講堂で行われた『冬物語』公演の後、東宝現代劇の専属俳優となる。

## 出演作品

### テレビドラマ
- 特別機動捜査隊
- 忍者キャプター（江田所長）
- 非情のライセンス（小畑）

### 舞台
- 哀愁橋[4]
- 冬物語（1958年、オートリカス[3]）
- ジュリアス・シーザー（1959年、ケイアス・キャシアス[5]）
- 銭形平次捕物控[6]

### テレビアニメ
- 8マン（1963年、谷方位）

### 吹き替え

#### ドラマ
- プリズナーNo.6（セルツマン）

#### 人形劇
- サンダーバード（ボレンダー博士）
- スーパーカー（ホー・メン）※フジテレビ版

### 講演
- 第59回逍遥忌記念祭、記念講演〝人肉質入裁判〟、シェイクスピア講談〝ベニスの商人より—人肉質入裁判〟（1993年2月）[7]
- 逍遙顕彰会 口演（1993年5月）[8]
- シェークスピア講談 『ベニスの商人』より人肉質入裁判（1993年11月）[9]